# Seth Neiman
Seth Neiman, né le 27 juin 1954 à Salem, est un pilote automobile américain. Il a notamment participé à neuf reprises aux 24 Heures du Mans, entre 2005 et 2014. Il est le fondateur de l'écurie Flying Lizard Motorsports.

## Carrière
En 2003, il fonde le Flying Lizard Motorsports.
En 2004, au volant de la Porsche 911 GT3 Cup (996) de Flying Lizard Motorsports, il termine troisième du classement général et deuxième de la catégorie GT aux 24 Heures de Daytona.
En janvier 2015, il annonce qu'il ne pilotera plus. Néanmoins, il reprend le volant deux ans plus tard à Laguna Seca lors de la huitième épreuve du championnat Porsche Pirelli GT3 Cup Trophy USA.

## Résultats aux 24 Heures du Mans
Résultats de Seth Neiman aux 24 Heures du Mans, :
| Année | Équipe                    | Voiture                   | Équipiers                                | Classement |
| ----- | ------------------------- | ------------------------- | ---------------------------------------- | ---------- |
| 2005  | Flying Lizard Motorsports | Porsche 911 GT3 RSR (996) | Lonnie Pechnik / Johannes van Overbeek   | 13e        |
| 2006  | Flying Lizard Motorsports | Porsche 911 GT3 RSR (996) | Patrick Long / Johannes van Overbeek     | 18e        |
| 2007  | Flying Lizard Motorsports | Porsche 911 GT3 RSR (997) | Jörg Bergmeister / Johannes van Overbeek | Abandon    |
| 2008  | Flying Lizard Motorsports | Porsche 911 GT3 RSR (997) | Jörg Bergmeister / Johannes van Overbeek | 32e        |
| 2009  | Flying Lizard Motorsports | Porsche 911 GT3 RSR (997) | Jörg Bergmeister / Darren Law            | Abandon    |
| 2010  | Flying Lizard Motorsports | Porsche 911 GT3 RSR (997) | Jörg Bergmeister / Darren Law            | Abandon    |
| 2011  | Flying Lizard Motorsports | Porsche 911 GT3 RSR (997) | Spencer Pumpelly / Darren Law            | Abandon    |
| 2012  | Flying Lizard Motorsports | Porsche 911 GT3 RSR (997) | Spencer Pumpelly / Patrick Pilet         | 27e        |
| 2014  | JMW Motorsport            | Ferrari 458 Italia GT2    | Spencer Pumpelly / Abdulaziz Al Faisal   | 27e        |